# Ummern

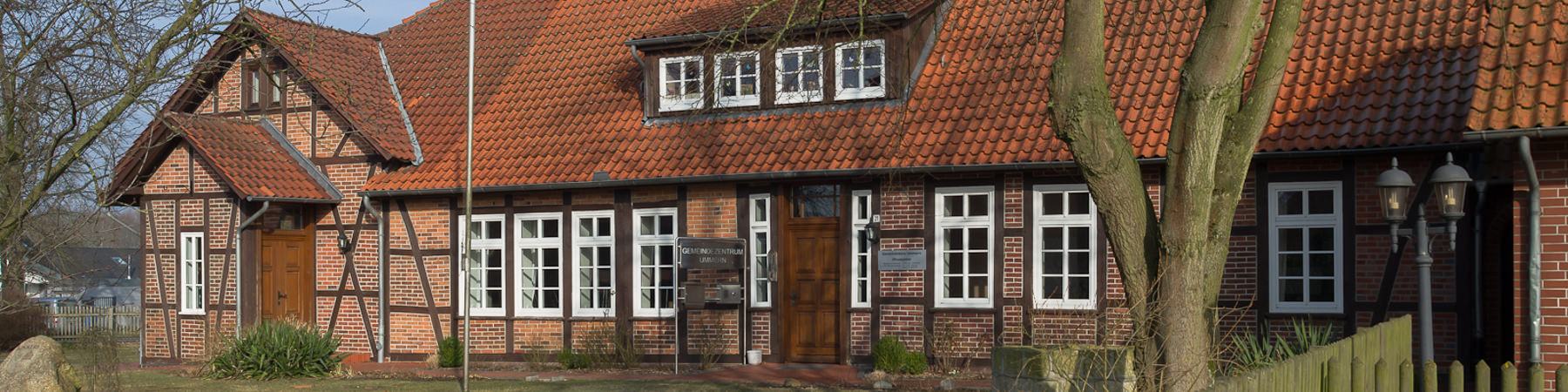
Dorfzentrum Gemeinde Ummern

Ummern ist eine Gemeinde in der Lüneburger Heide innerhalb der Samtgemeinde Wesendorf im Landkreis Gifhorn. Die Gemeinde hat 1521 Einwohner mit Stand vom April 2022. Ummern liegt in Niedersachsen und hat eine Fläche von 40,32 km². Ummern gehörte bis zum 31. März 1974 zum Landkreis Celle.

## Geografie
Ummern liegt in einer ehemaligen Heidelandschaft. Im Süden existieren weitgehend naturnahe Moore und Wiesen. Rund um das Dorf sind lichte Eichenhaine und Äcker. Die beherrschende Baumart ist die Kiefer, die in großen Monokulturen und zum Teil auch Reihenpflanzungen existieren. Die Heidelandschaft ist größtenteils verschwunden, es gibt nur noch einzelne Büsche und wenige kleine Flächen (bis zu 1 ha), die von Bäumen und Gras überwachsen werden.
Außerhalb der Moore ist der Boden klassischer Podsol, auf dem Landwirtschaft nur mit Einsatz von Düngung möglich ist. Es werden überwiegend Kartoffeln, diverse Getreidesorten und Futtermais angebaut. Trotz der stark landwirtschaftlichen Prägung bietet die spärliche Besiedlung und die zunehmende Brachlegung größerer Flächen bedrohten Tieren wie Rebhuhn, Rothirsch, Kranich, Wildkaninchen, Feldhase, Brachvögeln und Hirschkäfern geschützte Refugien.
Am 25. Januar 2007 wurde nahe dem Ortskern der erste Wolf in Ummern seit über 120 Jahren gesehen. Es handelte sich wahrscheinlich um ein umherziehendes Einzeltier aus dem Osten Deutschlands oder dem westlichen Polen. Seither berichten betroffene Landwirte und Viehzüchter sowie Behörden über Wolfrisse in den umliegenden Viehbeständen, sodass davon ausgegangen werden kann, dass ein Wolfsrudel im Landesforst Ringelah sesshaft geworden ist.

### Gemeindegliederung

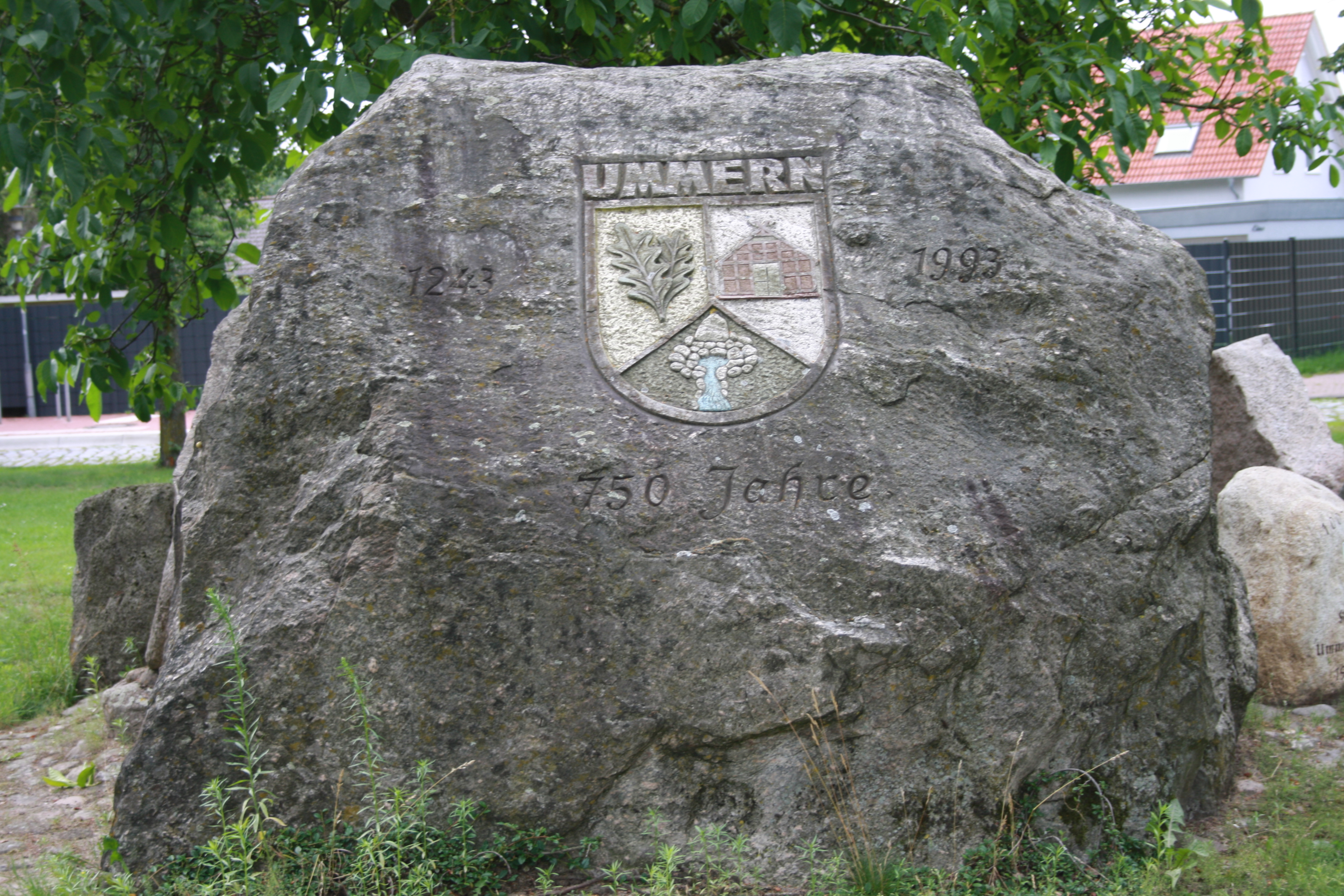
Findling mit Ortswappen am Dorfplatz

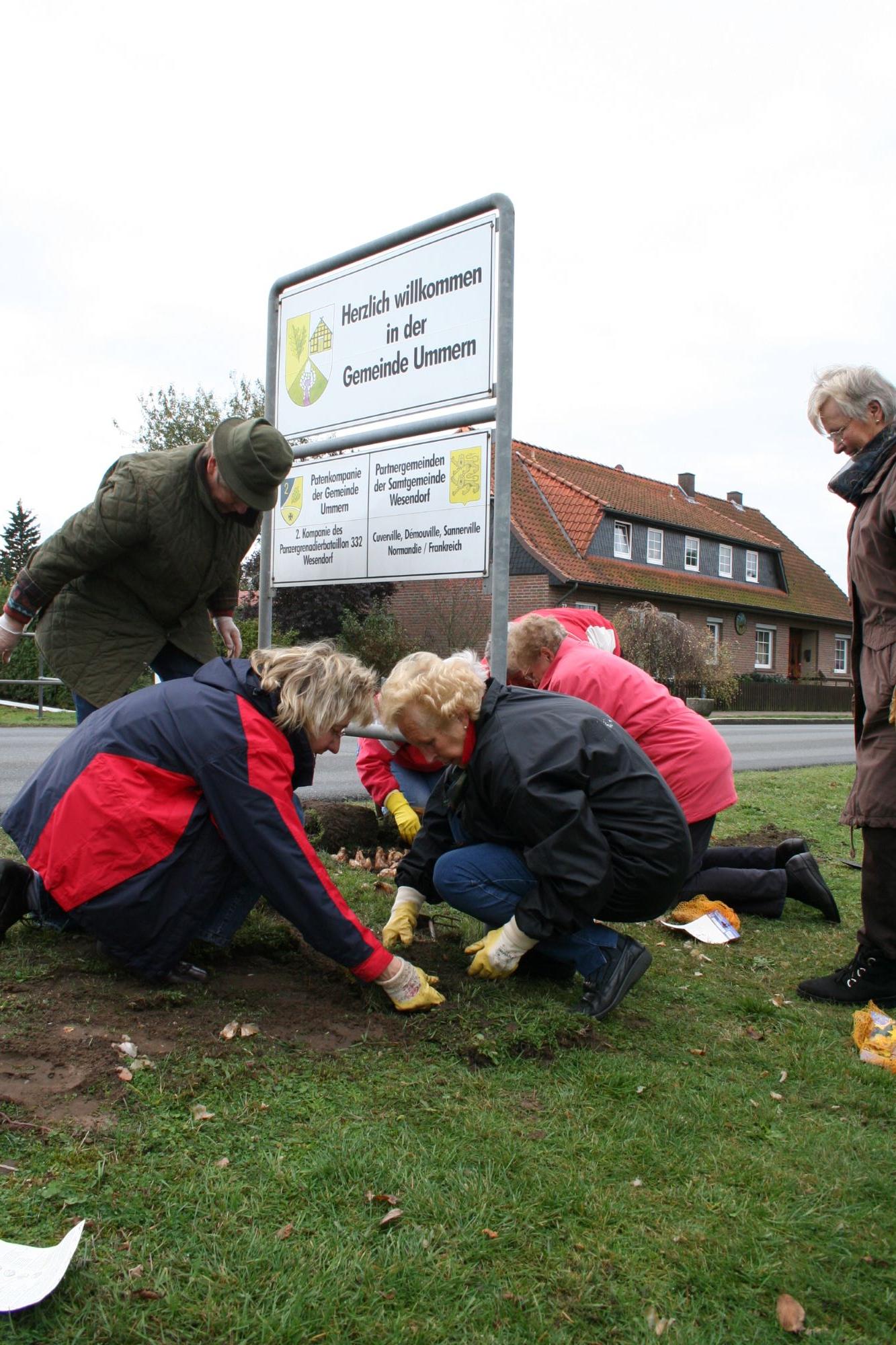
Pflanzaktion der Landfrauen Ummern-Hohne am Ortseingangsschild von Ummern

- Ummern ist der Hauptort der Gemeinde Ummern. Auf 30 km² leben etwa 1.250 Einwohner.
- Pollhöfen ist ein Ortsteil innerhalb der Gemeinde Ummern, nordöstlich des Dorfes Ummern. Hier leben etwa 300 Menschen auf 10 km².

### Nachbargemeinden
Zum Landkreis Gifhorn gehörige unmittelbare Nachbargemeinden von Ummern sind östlich und südöstlich gelegen die Ortschaften Wesendorf und Wagenhoff sowie in nördlicher Richtung Groß Oesingen. Die Kreisstadt Gifhorn liegt im Süden. Die westliche Nachbargemeinde Hohne gehört zum Landkreis Celle.

### Patenschaften
Die Samtgemeinde Wesendorf pflegt die Patenschaft mit den französischen Ortschaften Sannerville, Cuverville und Démouville im französischen Kanton Troarn sowie die Gemeinde Wesendorf eine Partnerschaft mit dem ungarischen Dorf Páka.
Die Gemeinde Ummern unterhielt über viele Jahre bis zur Auflösung des Panzergrenadierbataillons 332 in Wesendorf mit verschiedenen Kompanien eine Patenschaft. Zuletzt mit der 2. Kompanie des Panzergrenadierbataillons, die im Jahr 2005 aufgelöst wurde.

## Geschichte
Erstmals wurde Ummern im 13. Jahrhundert erwähnt. Wie die Dörfer Hohne und Pollhöfen und auch das benachbarte Kirchspiel Eldingen lag Ummern im Gau Grete.
Die Welfen verfügten über die Rechte in weiten Landesteilen östlich von Celle als Lehnsträger der Bischöfe von Verden. Die Verdener Geschichtsquellen führen die um 1240 zum „Bisthum Verden“ gehörenden Zehnten auf. Demnach wurde der Zehnte von Eschede, das der Diözese Hildesheim angehörte, im 13. Jahrhundert zusammen mit den Zehnten von Ummern (vmberne), Endeholz, Habighorst und Ahnsbeck parallel von den Bischöfen von Verden als Inhabern der Sunderbannrechte verlehnt. Damit wurde zum ersten und letzten Mal urkundlich, dass die Verdener Bischöfe im Bereich des Sunderbannes der Magetheide unmittelbar Rechte wahrnahmen, und zwar in Gestalt einer Belehnung für einen Angehörigen der Familie von Campe-Blankenburg, Heinrich von Harlingeberg.
Die Ackerflächen der Höfe waren auf die einzelnen Felder verteilt. In 27 von 33 Dörfern der Vogtei Beedenbostel war das Ackerland in Feldern ausgelegt. Nur in fünf Dörfern waren die Ländereien ungeteilt, und in Ummern hatten acht Höfner das Land zu neun Feldern zusammengelegt.
Im Jahr 1550 taucht die Bezeichnung Ummeringe auf. Um das Jahr 1585 war Henricus de Harlingebarge vom Bistum Verden mit Zehnten im Amt Beedenbostel beliehen, unter anderem in Umberne (Ummern),

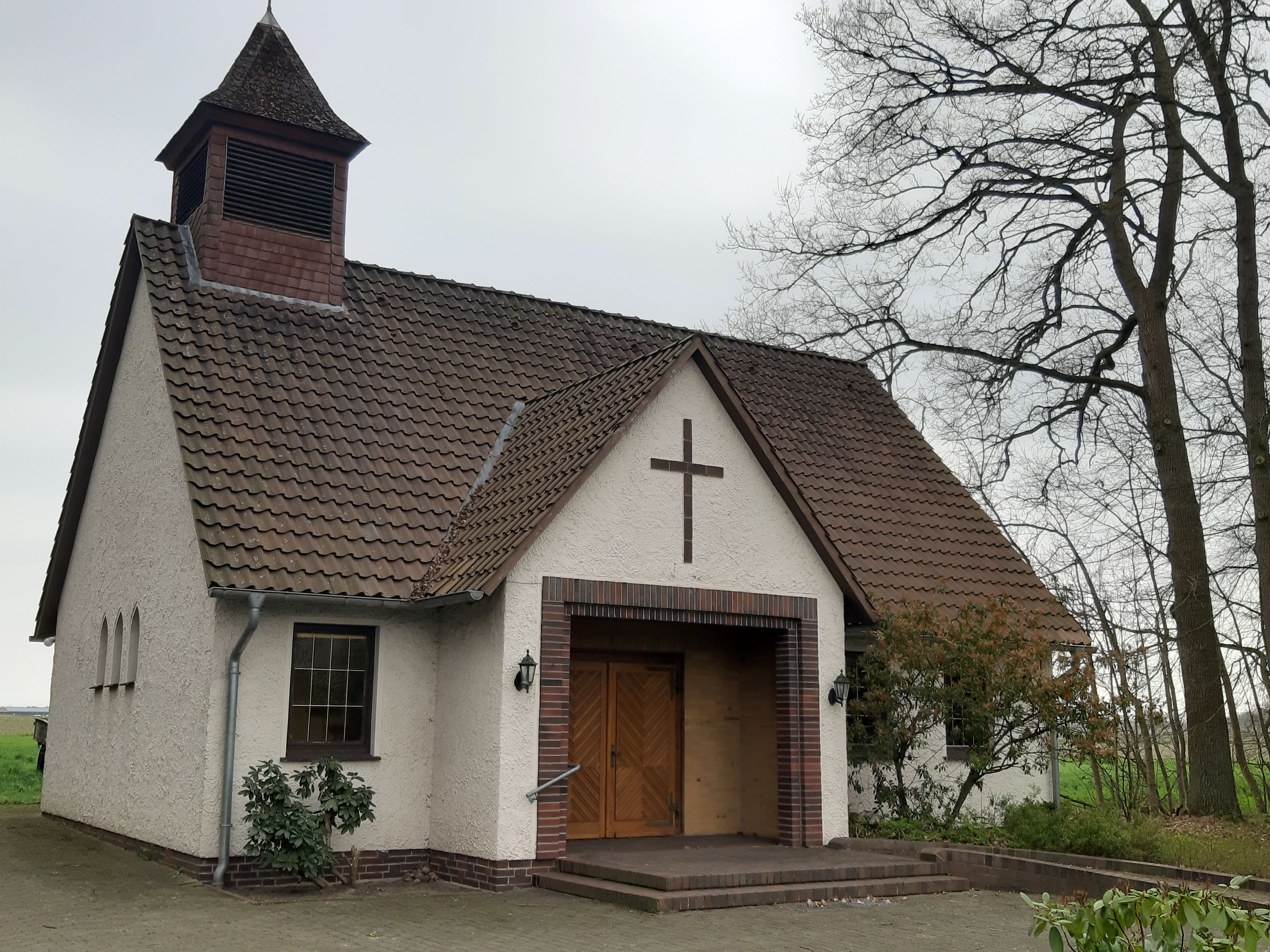
Kapelle an der Dorfstraße der Gemeinde Ummern

Ummern gehörte zum Kirchspiel Hohne und damit zur früheren Amtsvogtei Beedenbostel mit Sitz in Beedenbostel. 1671 findet sich im Taufregister ein Eintrag über das Kind eines Schulmeister Gades aus Ummern.
Ein Verzeichnis der Amtsvogtei von 1783 „der bei jeder Dorfschaft vorhandenen und noch anzuschaffenden ledernen Feuereimer, auch der solcherhalb zu verwendenden Kosten“ gab Auskunft über 33 Ortschaften. Ummern hatte danach 21 Feuerstellen (mit 14 Eimern).
Am 27. und 28. April 1790 ereignete sich in Ummern eine verheerende Feuersbrunst.

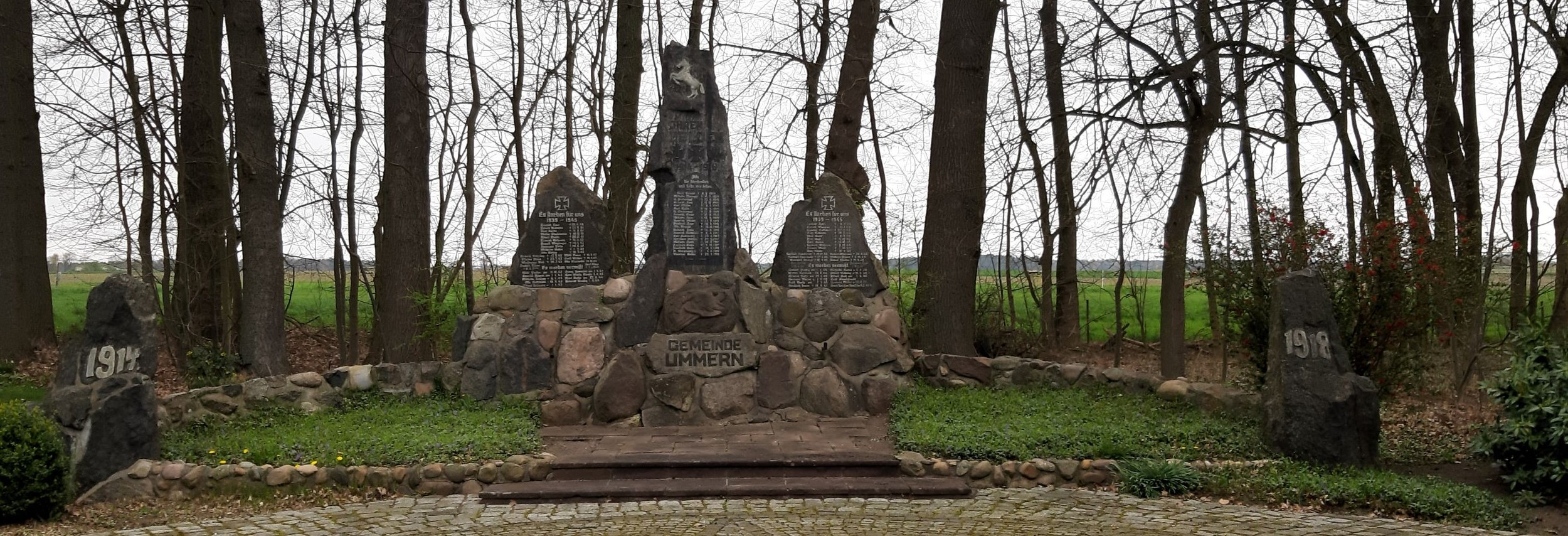
Ehrenmal für die gefallenen und vermissten Soldaten beider Weltkriege an der Dorfstraße in Ummern

Bereits 1875 wurde in Ummern ein Posaunenchor gegründet. Die Kyffhäuserkameradschaft Ummern-Pollhöfen wurde im Jahre 1908 gegründet und ist seitdem ein fester Bestandteil von Ummern. Die Freiwillige Feuerwehr Ummern wurde im Jahre 1935 gegründet und löste eine bis dahin bestehende Pflichtfeuerwehr (Gemeindelöschmannschaft) ab. Mit Hohne, Pollhöfen und Spechtshorn bildete Ummern durch Verfügung vom 6. März 1935 den Löschbezirk Hohne b. L. Mit Gründung der Samtgemeinde Wesendorf am 1. März 1974 wurde auch die Gemeindefeuerwehr Wesendorf gegründet, zu der die Feuerwehr Ummern seitdem gehört. Die Feuerwehr Ummern ist eine Stützpunktfeuerwehr, verfügt über eine umfangreiche Ausstattung und bildet zusammen mit den Freiwilligen Feuerwehren Pollhöfen und Groß Oesingen die Löscheinheit West innerhalb der Samtgemeinde Wesendorf.
Mit Wirkung vom 1. Januar 1973 wurde die Samtgemeinde Lachendorf gebildet, der bereits in einer Vorläuferform die Gemeinden Ahnsbeck, Gockenholz und Lachendorf angehört hatten. Nun wurden in der Gebietskörperschaft 17 früher selbstständige Gemeinden vereinigt. Die ebenfalls zum Landkreis Celle gehörenden Gemeinden Ummern und Hahnenhorn waren vom „Gesetz zur Neugliederung der Gemeinden im Raum Celle“ nicht erfasst; sie wurden am 1. März 1974 durch das „Gesetz zur Neugliederung der Gemeinden im Raum Gifhorn“ in den Landkreis Gifhorn eingegliedert.
1990 wurde der Spielmannszug Ummern gegründet.

### Eingemeindungen
Am 1. März 1973 wurde die Gemeinde Pollhöfen eingegliedert.

### Einwohnerentwicklung
| Jahr      | 1974 | 1980 | 1985 | 1990 | 1995 | 2000 | 2005 | 2010 | 2015 | 2020 | 2022 |
| --------- | ---- | ---- | ---- | ---- | ---- | ---- | ---- | ---- | ---- | ---- | ---- |
| Einwohner | 1001 | 1022 | 1047 | 1077 | 1224 | 1536 | 1590 | 1560 | 1582 | 1539 | 1521 |

## Politik

### Gemeinderat
Der Rat der Gemeinde Ummern setzt sich aus elf Mandatsträgern aus zzt. drei politischen Parteien u. Wählergruppen zusammen. Die Ratsmitglieder werden bei der jeweiligen Kommunalwahl für fünf Jahre in den Gemeinderat gewählt.
Bei der Kommunalwahl 2021 ergab sich folgende Sitzverteilung:
| Gemeinderat 2021Insgesamt 11 Sitze - SPD: 5 - Unabh.: 1 - FWGU: 5 |

Die vorherigen Kommunalwahlen ergaben die folgenden Sitzverteilungen:
| Wahljahr | FWGU | SPD | CDU | Gesamt   |
| 2016     | 6    | 5   | -   | 11 Sitze |
| 2011     | 6    | 5   | -   | 11 Sitze |
| 2006     | -    | 3   | 8   | 11 Sitze |
| 2001     | -    | 4   | 7   | 11 Sitze |

## Kultur und Sehenswürdigkeiten

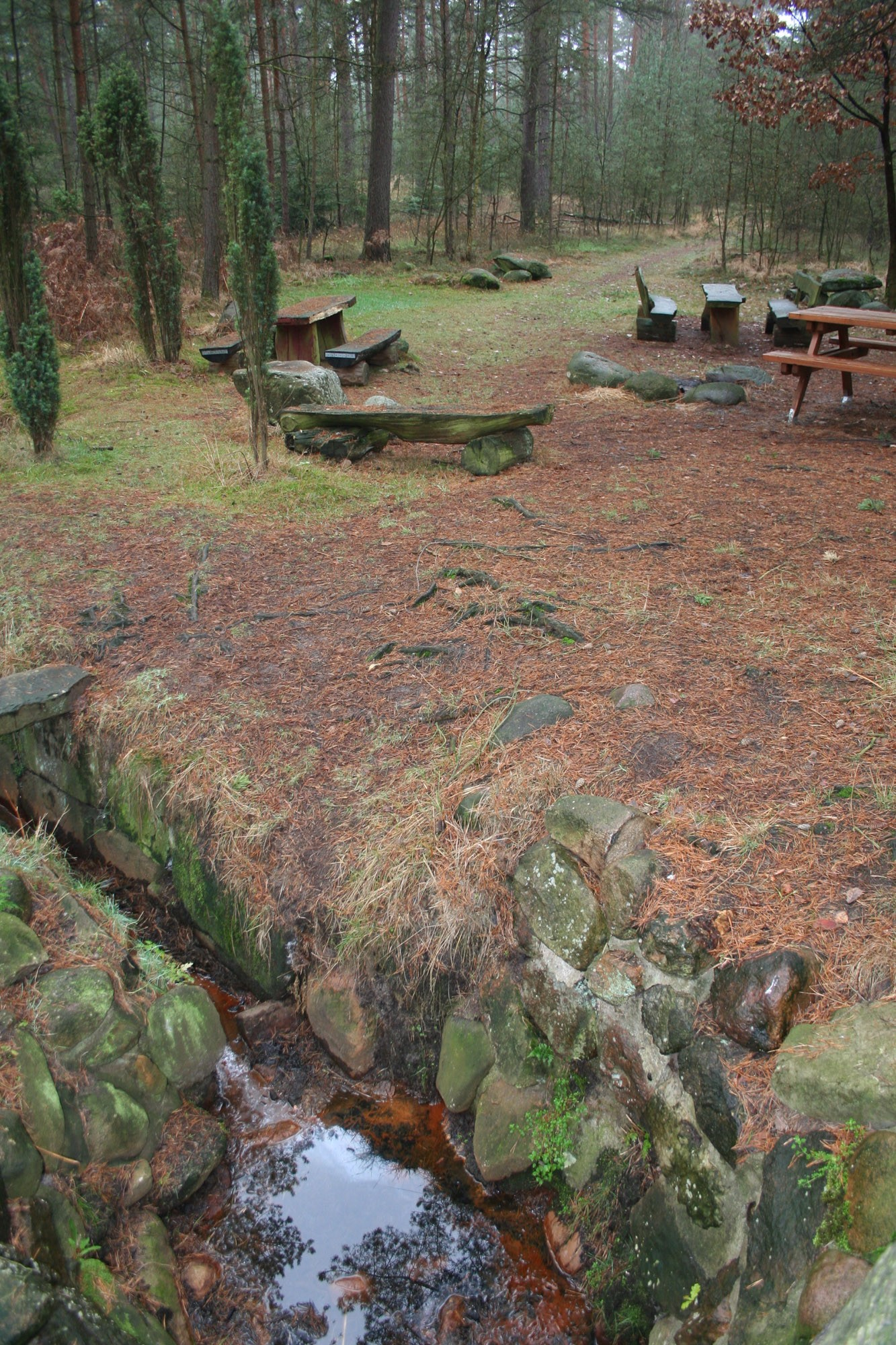
Herzogsbrunnen Ummern

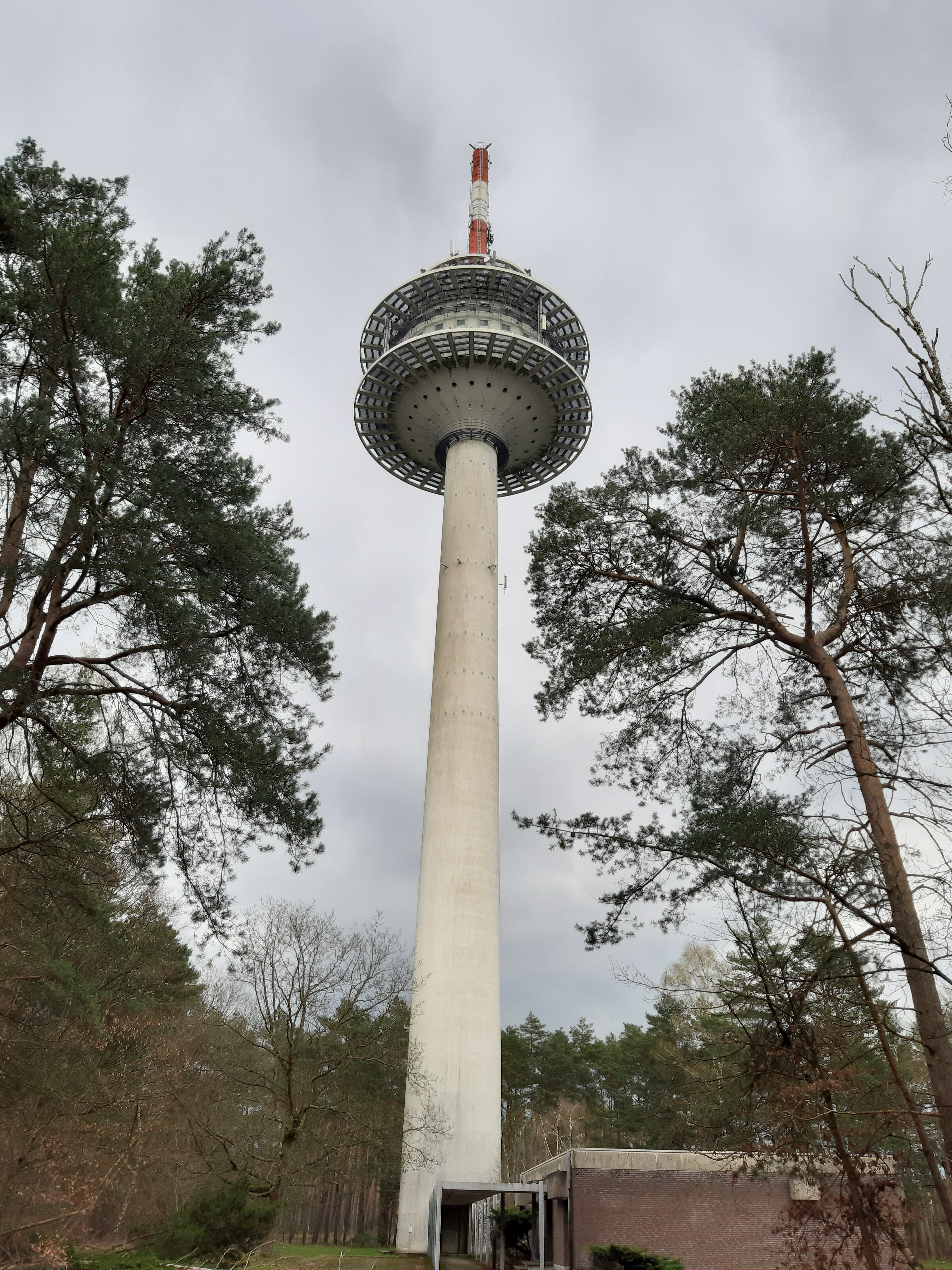
Der 121 m hohe Fernmeldeturm Ummern an der Turmstraße in der Verlängerung des Gifhorner Weges in der Ringelahsheide

Überregional bekannt wurde der Ort Ummern durch den Herzogbrunnen, eine natürliche Quelle im Landesforst Ringelah. Der Historie zufolge erfuhr ein Celler Herzog einst Not mit seiner niederkommenden Frau. Sie erhielten Hilfe von den heimischen Dorfbewohnern und wurden fürsorglich versorgt.
Ein weit sichtbares und bekanntes Wahrzeichen ist der 121 m hohe Fernmelde- und Fernsehturm an der Turmstraße - Verlängerung Gifhorner Weg -  am höchsten Punkt in Ummern in der Ringelahsheide.
Weitere beliebte Sehenswürdigkeiten in Ummern sind der Dorfplatz, auf dem ein Findling mit dem Gemeindewappen liegt sowie das Ehrenmal beider vergangener Weltkriege an der kleinen Kapelle an der Dorfstraße.
Etwa drei Kilometer nördlich von Ummern bei Schmarloh befindet sich der Flugplatz Ummern. Betreiber ist zurzeit die Luftsportgemeinschaft (LSG) Fallersleben e. V.
Ein weiteres Merkmal von Ummern sind die weitläufigen Nadel- und Mischwälder um den Ort; beliebte Jagdreviere, in denen es auch Rotwild gibt. Und seit den 2020er Jahren streift mindestens ein Wolfsrudel in der Ringelahsheide umher.

### Regelmäßige Veranstaltungen
Einen großen Stellenwert hat das jährlich stattfindende Schützenfest. Die Freie Schützengesellschaft Ummern wurde im Jahr 1707 gegründet. Das Schützenfest findet jedes Jahr zu Pfingsten statt und ist eine der beliebtesten Feierlichkeiten im Dorf und in der Umgebung.

### Öffentliche Einrichtungen
Die im Jahr 1935 gegründete Freiwillige Feuerwehr Ummern sorgt für den abwehrenden Brandschutz und die allgemeine technische Hilfe.

## Örtliche Vereine, Verbände und Institutionen

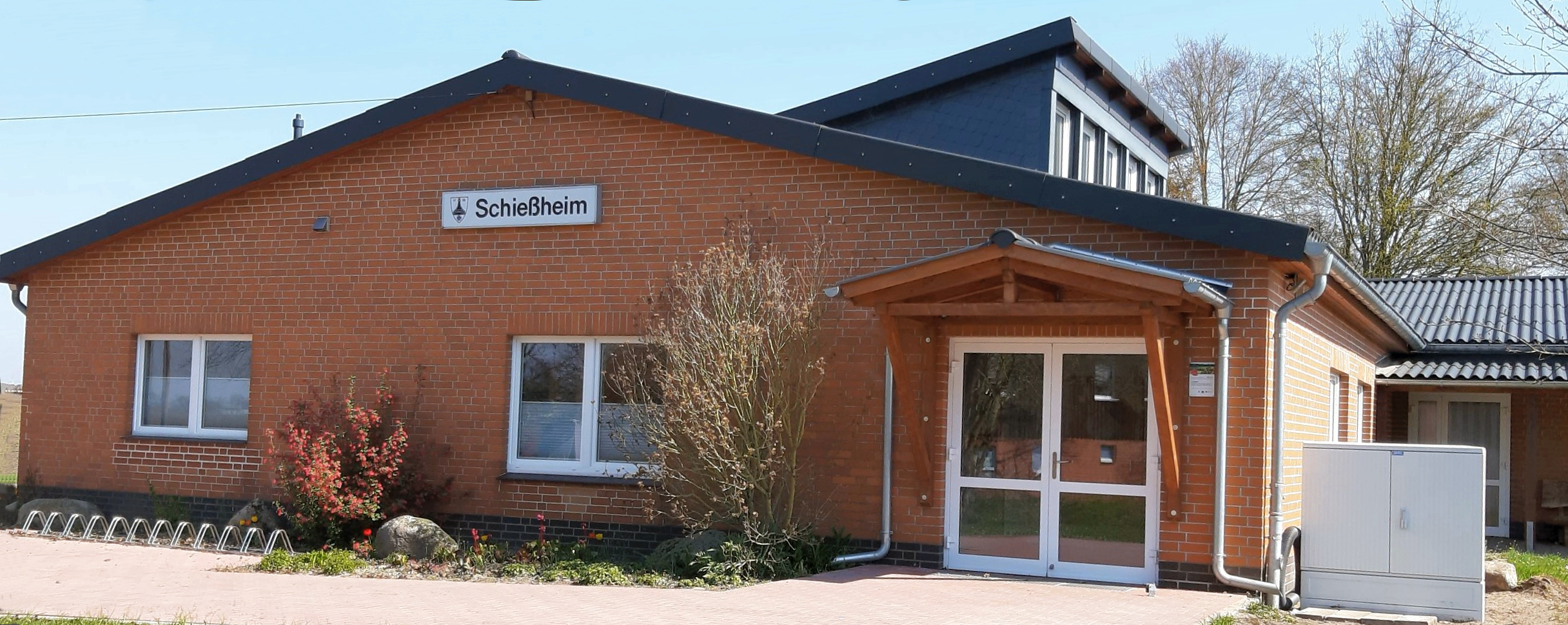
Schießheim Ummern - Multifunktionsort für die örtlichen Vereine und Institutionen

- Schießheim Ummern - Multifunktionsort für die örtlichen Vereine und InstitutionenFreie Schützengesellschaft von 1707 e. V.
- Freiwillige Feuerwehr Ummern von 1935
- Kyffhäuserkameradschaft Ummern-Pollhöfen von 1908 e. V.
- Deutsches Rotes Kreis - Ortsverband Ummern von 1978 e. V.
- VfL „Germania“ Ummern von 1921 e. V.
- Jagdgenossenschaft Ummern
- HSV Fan-Club Ummern
- VfL Wolfsburg Fan-Club „Königswölfe“ Ummern
- Landfrauen Ummern-Hohne von 1925 e. V.
- Landvolk Pollhöfen
- Landvolk Ummern
- Luftsportgemeinschaft Fallersleben e. V.
- Posaunenchor Ummern v. 1875 e. V.
- Rückrad Südheide e. V.
- SoVD - Ortsverband Ummern v. 1950 e. V.
- Verein der Hüttenfreunde

## Persönlichkeiten
- Tobias Heilmann (1975–2025), Politiker (SPD), Landrat und Landtagsabgeordneter, lebte in Ummern

## Sonstiges
Das Segelfluggelände Ummern ist im Bereich des Höhenzuges Schmarloh, ansässig. Betreiber ist die Luftsportgemeinschaft (LSG) Fallersleben.